# (3514) Hooke
(3514) Hooke (1971 UJ) – planetoida z pasa głównego asteroid okrążająca Słońce w ciągu 7,82 lat w średniej odległości 3,94 j.a. Odkrył ją Luboš Kohoutek 26 października 1971 roku.